# Suchopytni Wojski na Byłgarija
Suchopytni Wojski na Byłgarija (błg. Сухопътни войски на България) – wojska lądowe, jeden z rodzajów Bułgarskich Sił Zbrojnych.

## Wyposażenie

### W służbie

#### Pojazdy
| Zdjęcie                  | Nazwa                          | Państwo           | Liczba            |
| Czołgi podstawowe        | Czołgi podstawowe              | Czołgi podstawowe | Czołgi podstawowe |
| ------------------------ | ------------------------------ | ----------------- | ----------------- |
|                          | T-72M                          | ZSRR              | 160               |
| Bojowe wozy piechoty     |                                |                   |                   |
|                          | BMP-1                          | ZSRR              | 75                |
| Samochody pancerne       |                                |                   |                   |
|                          | BRDM-2                         | ZSRR              | 12                |
| Transportery opancerzone |                                |                   |                   |
|                          | MT-LB                          | ZSRR              | 100               |
|                          | BTR-60PB-MD1                   | ZSRR              | 100               |
|                          | M1117 Armored Security Vehicle | Stany Zjednoczone | 7                 |
| Samochody ciężarowe      |                                |                   |                   |
|                          | Mercedes-Benz Zetros 1833А     | Niemcy            | [ 3 ]             |
|                          | Mercedes-Benz Zetros 2733A     | Niemcy            | 30+               |
| Samochody terenowe       |                                |                   |                   |
|                          | Humvee                         | Stany Zjednoczone | 50                |

### Planowane

#### Pojazdy
| Nazwa                 | Państwo               | Liczba                |                       |
| Samochody opancerzone | Samochody opancerzone | Samochody opancerzone | Samochody opancerzone |
| --------------------- | --------------------- | --------------------- | --------------------- |
| Plasan Sand Cat       | Izrael                | 25                    |                       |